# Legislatura de Mendoza
La Legislatura de la Provincia de Mendoza o Legislatura de Mendoza es el poder Legislativo de Mendoza. Está formada por dos cámaras: la Cámara de Diputados, formada por 48 diputados, y la Cámara de Senadores, formada por 38 senadores. Cada diputado dura cuatro años en sus funciones, puede ser reelegido y la Legislatura se renueva por mitades cada 2 años.
El edificio donde actualmente funciona la Legislatura de Mendoza, es patrimonio cultural de la Provincia y comenzó a construirse alrededor de 1889, como Club Social de la clase dirigente mendocina, proyectado por el Ingeniero Federico Knoll.
Las cámaras funcionan en sesiones ordinarias todos los años desde el 1 de mayo al 30 de septiembre y podrán prorrogar sus sesiones por propia iniciativa hasta 30 días.
Las sesiones de ambas Cámaras son públicas, a menos que un grave interés declarado por ellas mismas, exigiera lo contrario, o cuando así se determine en casos especiales en sus respectivos reglamentos.

## Composición
| Sección Electoral | Departamentos                                                   | Diputados | Senadores | Mapa |
| ----------------- | --------------------------------------------------------------- | --------- | --------- | ---- |
| 1ª                | - Capital - Guaymallén - Las Heras - Lavalle                    | 16        | 12        |      |
| 2ª                | - Junín - La Paz - Maipú - Rivadavia - Santa Rosa - San Martín  | 12        | 10        |      |
| 3ª                | - Godoy Cruz - Luján de Cuyo - San Carlos - Tunuyán - Tupungato | 10        | 8         |      |
| 4ª                | - General Alvear - Malargüe - San Rafael                        | 10        | 8         |      |
| Total             | Total                                                           | 48        | 38        |      |

### Cámara de Diputados
La Cámara de Diputados se conforma con base en la población de cada sección electoral en que se divida la Provincia, mediante elección directa, no pudiendo exceder de 50 la totalidad de los diputados. Ninguna sección electoral podrá elegir un número menor de 8 diputados. Los diputados duran 4 años; son reelegibles. La Cámara se renueva por mitades cada 2 años
La Cámara de Diputados actualmente se compone de 48 miembros elegidos directamente por el pueblo.

### Cámara de Senadores
la Cámara de Senadores se conforma con base en la población de cada sección electoral en que se divida la Provincia, mediante elección directa, no pudiendo exceder de 40 la totalidad de los senadores.
Ninguna sección electoral podrá elegir un número menor de 6 senadores. Los senadores duran 4 años y son reelegibles. La Cámara se renueva por mitades cada 2 años. El Senado nombrará un presidente provisorio que lo presida en los casos de ausencia del vicegobernador o cuando este ejerza las funciones de gobernador.

## Sede
El edificio donde actualmente funciona la Legislatura de Mendoza, es considerado patrimonio cultural de la Provincia y comenzó a construirse alrededor de 1889, como Club Social de la clase dirigente mendocina, proyectado por el Ingeniero Federico Knoll (1856-1880). Se encuentra ubicada frente a la Plaza o Parque Urbano Independencia, en la calle Sarmiento esquina Libertad.
El edificio de la Legislatura tiene más 130 años y es uno de los edificios más antiguos - propiedad del Estado Provincial- en el circuito de la Ciudad de Mendoza.
La construcción es de estilo afrancesado con el frente orientado al norte. En la planta baja se hallan los recintos de las Cámaras de Senadores y Diputados, de estilo grecorromano.